# Seven Femenino de Francia
El Seven Femenino de Francia fue un torneo anual femenino de rugby 7 que se disputó en Francia desde 2016 hasta 2023. 
Forma parte de la Serie Mundial Femenina de Rugby 7.
El torneo tiene lugar en el Parc des Sports Aguiléra, Biarritz.

## Palmarés
| Año  | Sede                     | Campeón        | Marcador | Subcampeón     |
| ---- | ------------------------ | -------------- | -------- | -------------- |
| 2016 | Stade Gabriel Montpied   | Canadá         | 29 - 19  | Australia      |
| 2017 | Stade Gabriel Montpied   | Nueva Zelanda  | 22 - 7   | Australia      |
| 2018 | Stade Jean-Bouin         | Nueva Zelanda  | 33 - 7   | Australia      |
| 2019 | Parc des Sports Aguiléra | Estados Unidos | 26 - 10  | Nueva Zelanda  |
| 2022 | Estadio Ernest-Wallon    | Nueva Zelanda  | 21 - 14  | Australia      |
| 2023 | Estadio Ernest-Wallon    | Nueva Zelanda  | 19 - 14  | Estados Unidos |

## Posiciones
Número de veces que las selecciones ocuparon cada posición en todas las ediciones.
| Equipo         | Campeón | 2º puesto |
| -------------- | ------- | --------- |
| Nueva Zelanda  | 4       | 1         |
| Estados Unidos | 1       | 1         |
| Canadá         | 1       |           |
| Australia      |         | 4         |